# Ali Shariati (activista político)
Alí Shariatí (nacido en 1988) (persa: علی شریعتی) es un activista de los derechos humanos iraní y prisionero político. Fue detenido en las manifestaciones que siguieron a ataques con ácido contra mujeres en Isfahán (muy frecuentemente dicho por la gente de ser ignorados por los oficiales) y realizó una huelga de hambre de 61 días exigiendo "un proceso judicial justo".

## Activismo
Alí Shariatí es graduado en arquitectura. Primero fue arrestado el 14 de febrero de 2011, cuando los iraníes que protestaron las elecciones de 2009 expresaron su solidaridad con los levantamientos populares tunecinos. Permaneció en el aislamiento de Evin durante un mes. En su juicio fue condenado a dos años de prisión y azotes. Más tarde se redujo a un año, y el azote fue perdonado. Fue liberado después de ocho meses.
El 13 de junio de 2014 Ali fue arrestado en una manifestación pacífica en Teherán que protestaba contra el arresto domiciliario de Los Líderes del Movimiento Verde. Fue acusado de propaganda contra el régimen, pero fue liberado.
El 18 de febrero de 2015 fue detenido en su casa. En dos sesiones judiciales, fue acusado de difamación, insultando al líder supremo y organizando manifestaciones contra ataques con ácido en Irán. El 11 de septiembre de 2015, fue condenado a 12 años y 9 meses de prisión. Su sentencia se redujo posteriormente a 5 años en el tribunal de apelación en junio de 2016.
Ali Shariati fue detenido y llevado a prisión sin previo aviso el 10 de octubre de 2016.

## Huelga de hambre
Después de 10 de octubre de 2016 Shariatí realizó una huelga de hambre para protestar a su proceso injusto y declaró que no se parase hasta su liberación. Su huelga es uno de muchos casos de huelga de los prisioneros políticos, todos pidiendo la misma cosa, proceso justo. Durante algunos días él rifiutó beber pero con sus condiciones empeorando, recomenzó a beber. En una carta, declaró que se había desmayado algunas veces. Él fue portado a la clínica del cárcel donde fue negado el móvil. El 25 octubre fu portado al hospital por su condición grave y los médicos rechazaron su regreso al cárcel por la sua situación muy peligrosa.
Según su familia ha perdido 20kg y tuvo un colapso durante una visita. La madre de Shariati en una entrevista dijo que los oficiales han ignorado la huelga de su hijo.